# Claus-Wilhelm Canaris
Claus-Wilhelm Canaris (Liegnitz, 1 de julho de 1937 - Munique, 05 de março de 2021) foi um jurista alemão, foi considerado como um dos maiores especialistas no mundo em direito civil, além de defensor do uso da Metodologia Jurídica.

## Biografia
Desde 1990, Canaris é membro ordinário da Academia de Ciências da Baviera, tendo ocupado, de 1999 a 2007, o cargo de secretário para assuntos filosóficos-históricos. Ademais, foi vice-presidente dessa Academia de 1999 a 2005. Como membro da Comissão de Reforma do Código Civil alemão, que alterou disposições relativas ao inadimplemento das obrigações, Canaris participou ativamente na chamada Schuldrechtsreform de 2001.
A 1º de outubro de 2005, concedeu-se a Canaris o título de professor emérito. Na ocasião de seu septuagésimo aniversário, amigos e seguidores dedicaram-lhe um Festschrift em dois volumes, contendo 147 contribuições de juristas alemães e estrangeiros.

## Prêmios e Honrarias
- 1989: Prêmio Gottfried Wilhelm Leibniz da Deutsche Forschungsgemeinschaft
- Desde 1990: membro ordinário da Academia de Ciências da Baviera para assuntos filosóficos-históricos
- 1990: Doutor honoris causa pela Universidade de Lisboa
- Desde 1991: membro ordinário da Academia Europeia de Ciências e Artes, Salzburgo
- 1993: Doutor honoris causa pela Universidade Autônoma de Madrid
- 1993: Doutor honoris causa pela Universidade de Graz
- Desde 1994: membro ordinário da Academia dei Giusprivatisti Europei, Pavia
- 1994: Doutor honoris causa pela Universidade de Atenas
- Desde 1995: membro por correspondência da Acadêmica de Ciências Austríaca, Viena
- De 1999 até 2006: Secretário para assuntos filosóficos-históricos da Acadêmica de Ciências da Baviera e vice-presidente nos anos de 1999, 2001, 2003 e 2005
- 2000: Medalha ao Mérito de primeira classe da República Alemã
- Desde 2003: membro ordinário do Istituto Veneto di Scienze, Lettere ed Arti, Veneza
- 2005: Doutor honoris causa pela Universidade de Verona
- 2006: Ordem Maximiliana da Acadêmica de Ciências e Artes da Baviera
- 2008: Membro estrangeiro do Istituto Lombardo Accademia di Scienze e Lettere, Milão
- 2009: Membro do Center for Advanced Studies da Universidade de Munique
- 2012: Doutor honoris causa pela Pontifícia Universidade Católica do Rio Grande do Sul (PUCRS)

## Alunos
Sob a orientação da Canaris, habilitaram-se, entre outros, professores como Jens Petersen, que hoje ocupa uma cátedra na Universidade de Potsdam, e Hans Christoph Grigoleit, que ora sucedeu a Canaris, em sua cátedra, na Universidade de Munique.

## Obra
- A Constatação de Lacunas na Legislação (Die Feststellung von Lücken im Gesetz), Berlim 1964; 2ª edição, 1983
- Pensamento Sistemático e Conceito de Sistema na Ciência do Direito (Systemdenken und Systembegriff in der Jurisprudenz, entwickelt am Beispiel des deutschen Privatrechts), Berlim 1969, 169 pp., 2., edição, 1983
- A Responsabilidade pela Confiança no Direito Privado Alemão (Die Vertrauenshaftung im deutschen Privatrecht), Munique, 1971;
- Direito dos contratos bancários (Bankvertragsrecht), Berlim e Nova Iorque, 1975, 2ª ed., 1981; 3ª ed., 1988, Tomo 1;
- O Silêncio como causa de obrigações no tráfego jurídico (Schweigen im Rechtsverkehr als Verpflichtungsgrund. in: Festschrift für Willburg zu 70. Geburtstag), Graz 1975, pp. 77 e ss.;
- Direito dos Títulos de Crédito (Recht der Wertpapiere), 12ª ed., Munique, 1986
- Direito Comercial (Handelsrecht), 24ª ed., Munique, 2006;
- Tratado do Direito das Obrigações, Tomo II, Livro II (Lehrbuch des Schuldrechts Band II/2), 13ª ed., Munique, 1994;
- O significado da iustitia distributiva no direito contratual alemão (Die Bedeutung der iustitia distributiva im deutschen Vertragsrecht), Sitzungsberichte der Bayerischen Akademie der Wissenschaften, Ano 1997, Caderno 7, Munique,1997
- Direitos fundamentais e Direito Privado (Grundrechte und Privatrecht), Berlim e Nova Iorque, 1999
- Reforma modernizadora do Direito das Obrigações (Schuldrechtsmodernisierung 2002), München 2002.
- Metodologia da Ciência do Direito (Methodenlehre der Rechtswissenschaft), 3. Aufl., 1995